# José Manuel Alcaraz Molina
José Manuel Alcaraz Molina   (Gavà, 21 d'agost de 1979) és un ex-pilot de trial català. L'any 1995 va guanyar el Campionat d'Espanya de trial júnior amb Gas Gas i el 1999 el Campionat d'Europa amb Montesa. L'any 2000, com a membre de l'equip Zona Cero de Gavà (propietat del seu pare José Manuel Alcaraz i Navarro, mort el 2015) va quedar tercer al Campionat d'Espanya de trial.

## Palmarès
| Any  | Motocicleta | C. del Món outdoor | C. d'Espanya outdoor | C. d'Espanya indoor | Altres              |
| ---- | ----------- | ------------------ | -------------------- | ------------------- | ------------------- |
| 1995 | Gas Gas     | -                  | 1r júnior            | -                   |                     |
| 1996 | Gas Gas     | -                  | 8è                   | -                   |                     |
| 1997 | Gas Gas     | 20è                | 10è                  | -                   |                     |
| 1998 | Montesa     | 16è                | 8è                   | -                   |                     |
| 1999 | Montesa     | 12è                | 7è                   | -                   | Campió d'Europa     |
| 2000 | Montesa     | 11è                | 3r                   | -                   |                     |
| 2001 | Montesa     | 12è                | 5è                   | 6è                  |                     |
| 2002 | Scorpa      | 11è                | 8è                   | 6è                  |                     |
| 2003 | Scorpa      | 18è                | 13è                  | 9è                  |                     |
| 2004 | Scorpa      | -                  | 19è                  | -                   |                     |
| 2005 | Scorpa?     | -                  | -                    | -                   | Campió de Catalunya |